# Aller (Spanje)

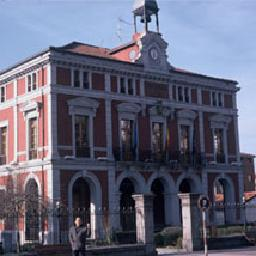
Ayuntamiento del concejo de Aller.

Aller is een gemeente in de Spaanse provincie en regio Asturië met een oppervlakte van 375,89 km². Aller telt 11.286 inwoners (1 januari 2016).

## Demografische ontwikkeling
Bron: INE; 1857-2011: volkstellingen